# Стопански двор
Стопàнски двор е част от територията на селско-стопанска организация, където са съсредоточени производствени, административни и културно-битови сгради, складове, навеси и други помещения.

## Относимост
Понятието се отнася за стопанските дворове на селскостопанските организации, създадени след Деветосептемврийския преврат (1944 г.) въз основа на публикувания през 1945 г. Наредба-закон за трудовите кооперативни земеделски стопанства, както се отнася и за държавните земеделски стопанства (ДЗС) или други, образувани въз основа на тях селскостопански организации, до прекратяването на тези организации през 1992 г. съгласно § 12 от Преходните и Заключителни разпоредби на Закона за собствеността и ползването на земеделските земи (ЗСПЗЗ).

## Предназначение
Правилното организиране на стопанския двор е предназначено да спомага за нормално протичане и оперативно ръководство на производствения процес, за съкращаване до минимум на разходите по транспорта, намаляване на административно-управленския апарат и създаване на добри културно-битови условия на работниците, служителите и семействата им. Това има за цел увеличаване на производството и повишаване на икономическата му ефективност. Броят и характерът на стопанските дворове се определя от конкретните производствени условия; голямо значение имат размерите и схемата на организация на територията, специализацията, управлението и други.
В Аграрно-промишлените комплекси и други селско-стопански организации и предприятия обикновено има един голям стопански двор в централното селище и няколко в техните поделения. В главния стопански двор се оформят няколко сектора: производствен (постройки за животни, за машини, за спомагателни предприятия, складове и други), общостопански (административна сграда, лаборатория и други) и жилищно-битов (бани, клуб, детски ясли и други).
Организират се и допълнителни стопански дворове с по-малки размери, които обикновено имат само производствен сектор.

## Възстановяване на правата
Възстановяването на правата на собствениците върху земите във и извън границите на урбанизираните територии (населени места), включени в стопански дворове на ТКЗС, ДЗС или други, образувани въз основа на тях селскостопански организации, които не са застроени или не представляват прилежащи площи към сгради, съгласно чл. 10, ал. 12 от ЗСПЗЗ се извършва по реда на чл. 14, ал. 1, т. 1 от ЗСПЗЗ.